# Saint-Just-Chaleyssin
Saint-Just-Chaleyssin là một xã của tỉnh Isère, thuộc vùng Rhône-Alpes, đông nam nước Pháp.